# Витаханов, Имам Баксултанович
Имам Баксултанович Витаханов  (род. 17 ноября 1997 года, Алхан-Кала, Грозненский район, Чеченская Республика, Россия) — российский боец смешанных единоборств, представитель полулёгкой весовой категории. Выступает на профессиональном уровне, начиная с 2016 года, известен по участию в турнирах престижных бойцовских организаций ACA, ACB, а также выступал в лигах OFC, RFC.

## Спортивные достижения
- Чемпионат СКФО по боевому самбо — ;
- Чемпионат Азии по рукопашному бою — ;
- Чемпионат России по рукопашному бою — ;
- Кубок России по рукопашному бою — ;
- Чемпионат СКФО по рукопашному бою — ;
- Чемпионат СКФО по рукопашному бою — ;
- Чемпионат СКФО по рукопашному бою — ;
- Чемпионат СКФО по рукопашному бою — ;
- Чемпионат СКФО по рукопашному бою — ;
- Мастер спорта России по боевому самбо;
- Мастер спорта России по рукопашному бою[1].

## Статистика ММА
| Боёв 11         | Побед 9 | Поражений 2 |
| --------------- | ------- | ----------- |
| Нокаутом        | 5       | 0           |
| Сдачей          | 3       | 0           |
| Решением        | 1       | 2           |
| Ничьи           | 0       | 0           |
| Не состоявшихся | 0       | 0           |

| Результат | Рекорд | Соперник             | Способ                                                 | Турнир                                                                | Дата            | Раунд | Время | Место       | Примечание        |
| --------- | ------ | -------------------- | ------------------------------------------------------ | --------------------------------------------------------------------- | --------------- | ----- | ----- | ----------- | ----------------- |
| Победа    | 9-2    | Сергей Синкевич      | Техническим нокаутом (удар ногой в голову и добивание) | ACA YE 28 - ACA Young Eagles 28                                       | 20 августа 2022 | 1     | 0:54  | Грозный     |                   |
| Победа    | 8-2    | Низамуддин Рамазанов | Сабмишном (рычаг колена)                               | ACA YE 23 - ACA Young Eagles 23: Grand Prix Finals                    | 25 декабря 2021 | 2     | 4:36  | Грозный     |                   |
| Победа    | 7-2    | Абдуразак Мансуров   | Техническим нокаутом (удары)                           | ACA Young Eagles 19                                                   | 24 июля 2021    | 1     | 0:19  | Толстой-Юрт |                   |
| Победа    | 6-2    | Саидали Азамат Уулу  | Сабмишном (удушение гильотиной)                        | ACA YE 15 ACA Young Eagles                                            | 19 декабря 2020 | 1     | 0:39  | Толстой-Юрт |                   |
| Победа    | 5-2    | Рахим Тимаров        | Техническим нокаутом ()                                | OFC 7 Only Fighting Championship 7                                    | 26 января 2020  | 1     | 2:30  | Урус-Мартан |                   |
| Поражение | 4-2    | Станислав Нанаев     | Решением (единогласным)                                | BYE 9 Berkut Young Eagles: Yasaev vs. Yarogiev                        | 24 августа 2019 | 3     | 5:00  | Нальчик     |                   |
| Победа    | 4-1    | Аюб Каримов          | Нокаутом ()                                            | OFC 3 Only Fighting Championship 3                                    | 24 февраля 2019 | 1     | 0:03  | Грозный     |                   |
| Победа    | 3-1    | Артур Джовтаев       | Нокаутом ()                                            | RFC Russian Fighting Championship                                     | 25 марта 2018   | 2     | 0:00  | Урус-Мартан |                   |
| Поражение | 2-1    | Рахим Мидаев         | Решением (единогласным)                                | Berkut Fighting Championship 2017 Golden Eagle Grand Prix: Final      | 11 ноября 2017  | 3     | 5:00  | Грозный     |                   |
| Победа    | 2-0    | Зелимхан Дадаев      | Сабмишном (удушение сзади)                             | Berkut Fighting Championship 2017 Golden Eagle Grand Prix: Semifinals | 12 августа 2017 | 1     | 3:25  | Волгоград   |                   |
| Победа    | 1-0    | Тимур Байбеков       | Решением (единогласным)                                | ACB 37 - Young Eagles 9                                               | 11 мая 2016     | 3     | 5:00  | Грозный     | Дебют в проф. ММА |